# Fuerza Solidaria
Fuerza Solidaria es un partido político de El Salvador, creado en 2022 y acreditado por el Tribunal Supremo Electoral en 2023. Es un partido conformado por exdirigentes de otros partidos, principalmente de ARENA y GANA.
Su presidente, Manuel Rigoberto Soto Lazo, es un exdiputado por el partido GANA, exdiputado de ARENA y también ex viceministro de Agricultura del Gobierno de Nayib Bukele.

## Ideología
De acuerdo con palabras de su presidente, el partido se define como de derecha, pero sin que eso le limite su participación en la política.
Son seguidores de la economía de libre mercado, libre empresa, fomentar la agricultura, participación ciudadana, igualdad de género, libertad de pensamiento, la democracia y separación de poderes. Apoyan la pena de muerte y rechazan legalizar el aborto y el matrimonio entre personas del mismo sexo.
En paralelo, y de acuerdo a su estatuto, dedicado en la refundación de un Estado democrático y la transformación de la sociedad salvadoreña, el partido se rige bajo los siguientes principios o pilares: el partido se rige y esta orientado bajo las normas de libertad, igualdad, legalidad, justicia y democracia. Dentro de ese pensamiento, enfocara su doctrina en seguir y cumplir los siguientes objetivos:
1. Construir un Estado libre, soberano e independiente bajo los principios de igualdad y respeto.
2. Refundar y reestructurar la República de El Salvador, sustentado bajo un sentido humano y patriótico.
3. Proclamar la voluntad soberana del pueblo.
4. Impulsar procesos democráticos que sean justos e iguales.
5. Impulsar y construir un modelo económico alternativo y justo basado en la realidad nacional.
6. Garantizar el respeto a los derechos humanos como norma universal.
7. Reconocer que la forma de gobierno se organiza en tres poderes del Estado, independientes uno de otro.
8. Definir que el Estado es democrático, multiétnico, pluricultural, antioligárquico y antiimperialista.
9. Fomentar la unión centroamericana.
10. Solidaridad con las fuerzas democráticas, especialmente las que luchan contra las dictaduras, genocidios y crímenes de lesa humanidad.
11. Defender los recursos naturales y fomentando la conservación y restauración del ecosistema manteniendo una convivencia armónica entre el ser humano y la naturaleza.
12. Reafirmar que la lucha es pacifica, rechazando cualquier acto de violencia.

## Resultados electorales

### Elecciones presidenciales
| Año  | Candidato            | Primera vuelta | Primera vuelta  | Segunda vuelta | Segunda vuelta | Resultado | Nota     |
| Año  | Candidato            | Votos          | %               | Votos          | %              | Resultado | Nota     |
| ---- | -------------------- | -------------- | --------------- | -------------- | -------------- | --------- | -------- |
| 2024 | José Javier Renderos | 23 473         | \| \| 0.74 % \| |                |                | No electo | 5° Lugar |
|      | 0.74 %               |                |                 |                |                |           |          |

### Elecciones parlamentarias
| Año  | Votos  | %               | Diputados | Diputados | Legislación        |
| Año  | Votos  | %               | Escaños   | +/-       | Legislación        |
| ---- | ------ | --------------- | --------- | --------- | ------------------ |
| 2024 | 51 021 | \| \| 1.54 % \| | 0/60      | Nuevo     | Extraparlamentario |
|      | 1.54 % |                 |           |           |                    |

### Elecciones de alcaldías municipales
| Año  | Votos  | %               | Alcaldías Municipales | Alcaldías Municipales |
| Año  | Votos  | %               | Alcaldías             | +/-                   |
| ---- | ------ | --------------- | --------------------- | --------------------- |
| 2024 | 70 455 | \| \| 4.36 % \| | 1/44                  | Nuevo                 |
|      | 4.36 % |                 |                       |                       |

### Parlamento Centroamericano
| Año  | Votos  | %               | Parlamento Centroamericano | Parlamento Centroamericano | Legislación        |
| Año  | Votos  | %               | Escaños                    | +/-                        | Legislación        |
| ---- | ------ | --------------- | -------------------------- | -------------------------- | ------------------ |
| 2024 | 48 856 | \| \| 3.28 % \| | 0/20                       | Nuevo                      | Extraparlamentario |
|      | 3.28 % |                 |                            |                            |                    |

## Controversias

### Inscripción irregular
Su proceso de inscripción se generó bajo un ambiente catalogado como irregular e imparcial, ya que, según analistas, su legalización como partido estuvo lleno de favoritismo, pues durante su formación hubo anomalías que el TSE desestimó en su momento por diversas razones. Tal es el caso que se intentó utilizar la firma de personas fallecidas, de personas que no están legalmente habilitadas para votar, y también presentó cientos de firmas repetidas, esto documentado por diversas fuentes que participaron de cerca durante este proceso, pero que simplemente no contaban con suficiente respaldo; se habla también de proselitismo, pues se dice que el TSE le extendió por más tiempo del estipulado el plazo máximo que por ley se da, para que el partido pudiera recolectar las firmas que le hicieran falta y alcanzar las cincuenta mil e incluso se habla que la institución apresuro varios trámites para favorecer a Fuerza Solidaria haciendo trabajar a sus empleados los fines de semana.
Cuatro de cinco magistrados resolvieron el 29 de marzo de 2023 que a Fuerza Solidaria no se le debía exigir un requisito obligatorio de ley para todos los partidos que quieren participar en las elecciones. El requisito es el que establece la fecha límite que tienen los partidos para convocar a elecciones internas para luego elegir sus candidatos, este había quedado fuera para competir por no haber hecho la convocatoria a internas antes del 5 de marzo.
Su cercanía con el partido de Nuevas Ideas le ha valido también de señalamientos para ser favorecido e inscrito por el TSE y poder participar en las elecciones generales de 2024.

### Apoyo al régimen de excepción y a la reelección presidencial
El aspirante y candidato presidencial para las elecciones de 2024, dio declaraciones sobre el régimen excepción y la reelección presidencial.
Sobre el régimen aclaró y se limitó a decir que el país debe seguir el rumbo actual en temas de seguridad ciudadana, pero que piensa consultar el tema del régimen con sus abogados más cercanos, mientras que, sobre la reelección presidencial y candidatura de Nayib Bukele dio a entender que es inminente la victoria del actual mandatario y que los "dados ya están tirados" y que la ciudadanía tiene la última palabra.
El presidente del partido dio declaraciones sobre la posibilidad de, en un futuro, buscar alianzas con Nuevas Ideas incluso para la presidencia.